# コーチビルダー
コーチビルダーとは馬車やモータービークル（いわゆる自動車、バス、トラックなど）の車体（ボディ）を製造・架装する業者のこと。また、車台（シャシ）に車体を架装することや車体工場そのものをコーチワーク（イギリス英語：coach work）という。
コーチは馬車製造で有名な街だったハンガリーのコチが語源で、イギリス英語では馬車、バス、列車などの車体をcoachと呼称する。イタリアではカロッツェリア (carrozzeria) と呼ばれる。

## 歴史

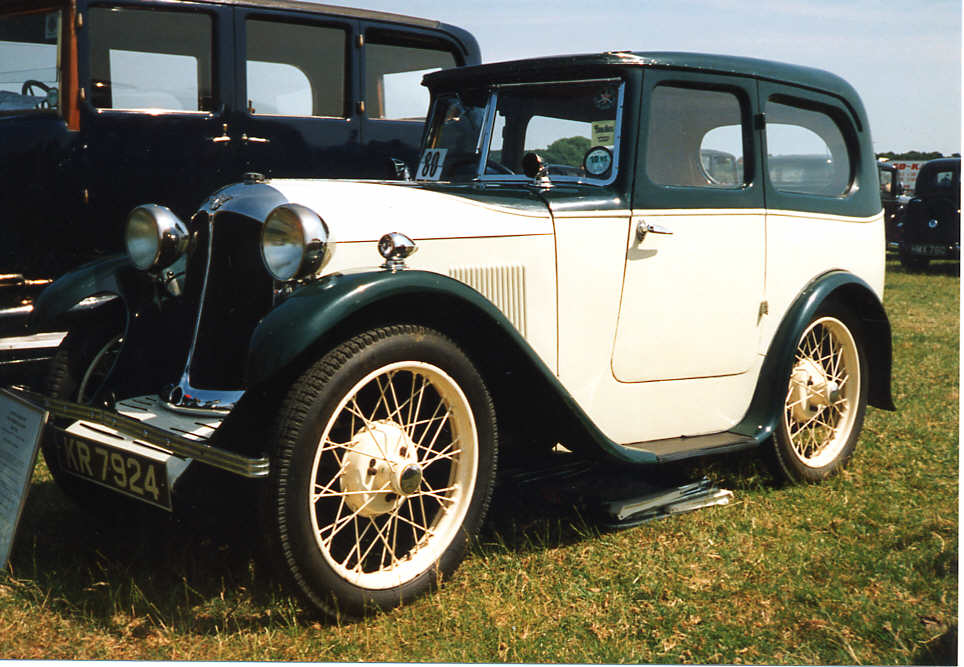
オースチン・セブン・スワロー・サルーン

かつては、木製および金属製の車体の製造に使用される技術は非常に特殊であったため、ほとんどの車両製造会社は既存のコーチビルダーとの間に架装する車体の製造契約を結んでいた。例えばフィッシャーボディ社は1910年代にキャデラックのクローズドボディ全てを製造し架装していた。イギリスの代表的な高級車ブランドであるジャガーも、かつてはコーチビルダーであった。オースチン・セブン・スワロー・サルーンはその代表作である。
やがて車両製造会社が車体製造技術を自社で手がけるようになると、オーダーメイドの車体架装の技量が富裕層の間で愛顧を受けるようになった。ブガッティ・タイプ57、キャデラック・V-16、フェラーリ・250、そして第二次世界大戦以前に製造された全てのロールス・ロイス製の車両などはシャシ状態で販売され、ボディを架装するという形態が常習化した。多くのコーチビルダーはピニンファリーナやジウジアーロのような著名なデザイナーと連携するようになった。
モノコック構造の出現でオーダーメイドの車体架装が困難になると、多くのコーチビルダーが自動車メーカーに吸収されるなどして消滅していった。現存のコーチビルダーは大手自動車メーカーと契約を交わして、自動車の組立や少量生産車種の製造を行っている。

## 現在の日本におけるコーチビルダー
日本のバス車両については富士重工業・北村製作所・西日本車体工業などのコーチビルダーが存在したが、最後まで残っていた西日本車体工業が2011年に解散したため、現在はバス車体を架装するコーチビルダーは日本には存在しない。既成品を二次架装しファンタスティックバスなどに改造している岩戸工業・東京特殊車体などはあるがこれらをコーチビルダーと呼ぶのは一般的ではない。
乗用車については光岡自動車・トミーカイラ・オーテックジャパン・京成自動車工業などがコーチビルダーとしての業務を行っていたが、光岡は現在自動車メーカーとなっているためコーチビルダーに分類しない場合も多い。
特殊車両については、現在も日本フルハーフ・デザインラインなど多数のコーチビルダー（車体メーカー）が存在しており、多くの車種が製作されている。なお、日本では消防車やクレーンなどについては艤装や架装メーカーとして区別するのが一般的である。

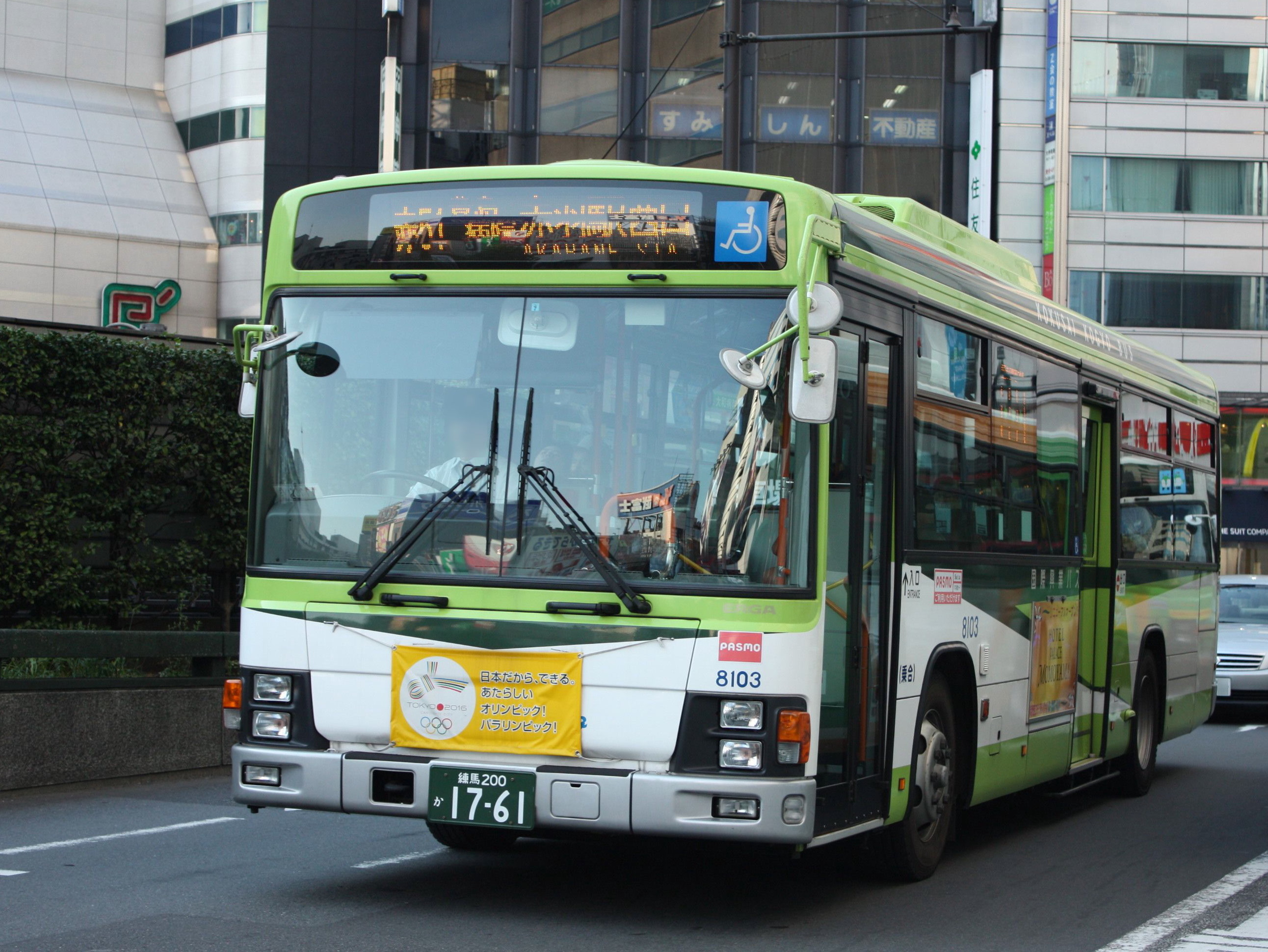
いすゞPJ-LV234N1 JBUS製車体（純正）
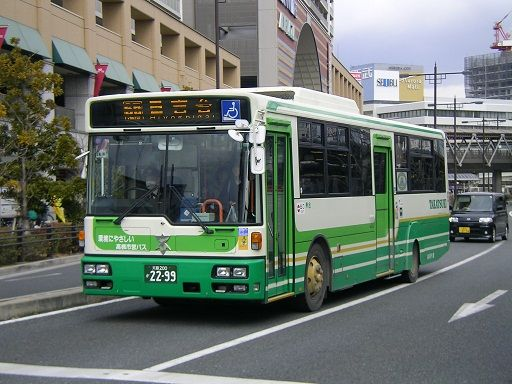
いすゞPJ-LV234N1 西日本車体工業製車体